# Syndesmis rubida
Syndesmis rubida is een platworm (Platyhelminthes). De worm is tweeslachtig. De soort leeft in het zoute water.
Het geslacht Syndesmis, waarin de platworm wordt geplaatst, wordt tot de familie Umagillidae gerekend. De wetenschappelijke naam van de soort werd voor het eerst geldig gepubliceerd in 1990 door Kozloff & Westervelt.